# Graphomya praedicens
Graphomya praedicens är en tvåvingeart som först beskrevs av Walker 1859.  Graphomya praedicens ingår i släktet Graphomya och familjen husflugor. Inga underarter finns listade i Catalogue of Life.